# لی (حوزه سرشماری)، ماساچوست
لی (به انگلیسی: Lee) یک منطقهٔ مسکونی در ایالات متحده آمریکا است که در شهرستان برکشر، ماساچوست واقع شده‌است. لی ۳٫۵ کیلومتر مربع مساحت و ۲٬۰۵۱ نفر جمعیت دارد و ۲۶۹ متر بالاتر از سطح دریا واقع شده‌است.